# Войтенко Борис Романович
Борис Романович Войтенко (нар. 1898, Миколаїв, Російська імперія — пом. 12 серпня 1946, Миколаїв, Українська Радянська Соціалістична Республіка) — радянський футболіст, воротар.

## Кар'єра гравця
Футбольну кар'єру воротар розпочав 1913 року у «Спортивному клубі», з яким декілька років поспіль Борис вигравав чемпіонат міста. Потім виступав у клубах «Уніон» та «Містран». У 1925 році прийняв запрошення миколаївського «Райкома Металістів», у футболці якого грав до 1928 року.
1929 року грав за київське «Динамо», куди був запрошений разом з іншими миколаївцями (Денисов, Печений, Сердюк). Фіналіст всеукраїнської першості ДСТ «Динамо» з футболу 1929 року. У фінальному матчі, який відбувся на київському Червоному стадіоні 7 липня 1929 року захищав ворота киян, не дивлячись на серйозну травму, отриману по ходу матчу. Тоді кияни поступилися харківським одноклубникам з рахунком 1:3.
У період з 1918 по 1933 роки грав у збірній міста Миколаєва. Взяв участь у багатьох міжміських матчів. У складі збірної міста — срібний призер чемпіонату УРСР 1927 року. Декілька матчів провів в збірній України, яка на той час рідко грала.

## Кар'єра тренера
У 1932 році в числі перших миколаївців удостоєний звання судді республіканської категорії з футболу. Перший тренер футбольних воротарів міста Миколаєва. Перший в історії тренер запорізького «Металурга» (у 30-х роках XX ст. — «Сталь» (Запоріжжя)). У період з 1939 по 1940 рік — старший тренер миколаївського «Суднобудівника». Війну пережив в евакуації, а повернувшись, почав збирати команду, завдяки чому вже в 1946 році миколаївці знову грали в чемпіонаті СРСР.
Помер 12 серпня 1946 в Миколаєві у віці 48 років.

## Досягнення

### Як гравця
збірна Миколаєва
- Чемпіонат УРСР
  -  Срібний призер (1): 1927
  -  Бронзовий призер (1): 1928